# Хёрзельгау
Хёрзельгау (нем. Hörselgau) — деревня в Германии, в земле Тюрингия, входит в район Гота в составе общины Хёрзель.
Население составляет 1209 человек (на 31 декабря 2014 года). Занимает площадь 11,53 км².

## История
Поселение было основано в 1215 году рыцарем Людвигом Хёрзельгау. Первое упоминание о поселении встречается в его записях в 1220 году.

1 декабря 2011 года коммуны Аспах, Вайнгартен, Лауха, Метебах, Мехтерштедт, Тойтлебен, Трюглебен, Фрётштедт, Хёрзельгау, Эбенхайм были объединены в общину Хёрзель, а одноимённое управление было упразднено.

## Галерея
- Хёрзельгау на карте общины
- Вид на Хёрзельгау
- Церковь в Хёрзельгау
- Улица в Хёрзельгау